# Lena Meyer-Landrut
Lena Johanna Therese Meyer-Landrut (Hanôver, 23 de Maio de 1991) é uma cantora alemã que ficou conhecida após representar a Alemanha no Festival Eurovisão da Canção em 2010 (obtendo a vitória) e em 2011. Ela também foi jurada das temporadas 2013, 2014, 2015 e 2016 do programa de TV The Voice Kids Germany, fez seu retorno em 2019.

## Carreira

### 2010: Participação na Eurovisão eMy Cassette Player
Em 12 de março de 2010 Lena Meyer-Landrut venceu Unser Star für Oslo, a seleção alemã nacional para a Eurovisão com a canção "Satellite", cantada exclusivamente em inglês. Com esta canção, no dia 29 de Maio, venceu o Festival Eurovisão da Canção 2010, que aconteceu em Oslo, Noruega. Com esta vitória, a segunda da Alemanha em 54 participações de 55 edições (a primeira e última sendo em 1982), Lena deu a organização do Festival Eurovisão da Canção 2011 ao seu país. Esta vitória da Alemanha teve uma grande importância histórica, visto que foi a primeira vez que um dos Big 4 (Alemanha, Reino Unido, França e Espanha—os países que têm apuração directa para a final) ganhou uma edição do Festival Eurovisão da Canção, desde a sua formação.
Lena Meyer-Landrut tinha um álbum lançado com o nome My Cassette Player que, após a sua vitória na Eurovisão, tornou-se a nova sensação musical tanto no seu país como no norte da Europa, permanecendo nos top´s musicais de alguns países Nórdicos.

### 2011
A 30 de Junho de 2010, foi publicado oficialmente que Lena Meyer-Landrut participaria no Festival Eurovisão da Canção 2011 para representar a Alemanha novamente. Esta foi a segunda vez na história do festival que o vencedor regressou no ano seguinte para defender o titulo. No dia 14 de Maio de 2011, Lena acabou em 10o lugar no concurso internacional, que aconteceu em Düsseldorf, Alemanha. Em 2011, foi eleita uma das 7 Maravilhas da Eurovisão no site eurovisivo ESC Portugal.

## Discografia
Álbuns de estúdio
- 2010: My Cassette Player
- 2011: Good News
- 2012: Stardust
- 2015: Crystal Sky
- 2019: Only Love, L
- 2024: Loyal to Myself